# Scheloribates diforamenatus
Scheloribates diforamenatus är en kvalsterart som beskrevs av Lee och Pajak 1990. Scheloribates diforamenatus ingår i släktet Scheloribates och familjen Scheloribatidae. Inga underarter finns listade i Catalogue of Life.